# FV Ötigheim
Der FV 1919 Ötigheim e. V. ist ein deutscher Fußballverein mit Sitz in der baden-württembergischen Gemeinde Ötigheim im Landkreis Rastatt.

## Geschichte

### Gründung bis Zweiter Weltkrieg
Der Verein gründete sich am 28. August 1919, kurz danach folgte auch der Beitritt zum Badischen Fußballverband. Im Herbst 1919 startete der Verein dann bereits in der C-Klasse. Am 24. November 1921 traten dann auch die Fußballer des schon vorher existierenden DJK dem Verein bei. Sportlich folgte dann nach der ersten Saison sogar gleich der Aufstieg in die B-Klasse. Im Jahr 1923 spielte die Mannschaft dann bereits in der A-Klasse. Zur Saison 1928/29 gelang dann erstmals die Meisterschaft im Kreis Südbaden. Der Aufstieg in die Kreisliga Südbaden glückte dann ein Jahr später.
Durch eine Neustrukturierung der Spielklassen landete die Mannschaft dann zur Saison 1930/31 in der Kreisliga Murg. In den folgenden Jahren konnte die Klasse dann, wenn auch mit wechselndem Erfolg stets gehalten werden. Durch den Ausbruch des Zweiten Weltkriegs wurde die Lage dann jedoch schlechter, spielte die Mannschaft in der Saison 1939/40 noch die Meisterschaft in der Kreisklasse A einfahren, so musste am 10. Juni 1941 der Spielbetrieb komplett eingestellt werden.

### Nachkriegszeit
Nach dem Ende des Krieges sollte der Spielbetrieb dann noch bis in die ersten Monate des Jahres 1947 andauern. Nun mussten sich die Turngemeinde Germania Ötigheim, wie auch der FV als neuer Sportverein zusammenschließen. So konnte dann auch der Spielbetrieb wieder aufgenommen werden. In der Saison 1948/49 gelang dann sogar auch wieder die Meisterschaft in der Bezirksliga Nord. Ab der Saison 1949/50 spielte der Verein dann in der Bezirksliga Baden-Baden. Dort gelang dann am letzten Spieltag der Saison nach einem 47:0 gegen den FV Elchesheim die Meisterschaft, vor dem davor auf dem ersten Platz liegendem Durmersheim. Dieses Spiel wurde dann jedoch im Nachhinein annulliert und Durmersheim zum Meister erklärt.

### Aufstiege in die Amateurliga
Zur nächsten Saison ging es dann in der neu geschaffenen 2. Amateurliga weiter. Zum 7. Dezember 1950 wurde dann auch der Sportverein Ötigheim aufgelöst, womit der Fußballverein wieder eigenständig war. Nach fast zehn Jahren in der Spielklasse musste die Mannschaft nach der Saison 1958/59 dann jedoch erst einmal in die A-Klasse absteigen. Der Wiederaufstieg sollte dann mit 47:13 Punkten nach der Saison 1960/61 dann auch geschafft werden. Nach der Saison 1962/63 gelang dann schließlich sogar der Aufstieg in die zu dieser Zeit drittklassige 1. Amateurliga.
In der ersten Saison gelang dann mit 20:40 Punkten knapp der Klassenerhalt. Die nächsten Spielzeiten waren dann stets wechselhaft, die beste Platzierung gelang dann schließlich nach der Saison 1966/67 mit 34:26 Punkten auf dem sechsten Platz. Nach dieser guten Platzierung musste der Verein dann jedoch mit nur 25:35 Punkten am Ende der darauf folgenden Saison doch wieder absteigen. Zur Saison 1972/73 gelang dann mit Manfred Paul als Trainer noch einmal der Wiederaufstieg und man konnte sich sogar mit 40:20 Punkten gleich auf dem dritten Platz positionieren. Konnte dann in der nächsten Saison auch noch ein guter fünfter Platz erreicht werden, so reichte es dann in der Saison 1974/75 nur noch mit 25:51 Punkten für den 18. Platz, womit die Mannschaft wieder in die Bezirksliga absteigen musste.

### Unruhige Fahrwasser in den 1990er Jahren
Nach einer längeren Zeit ohne viel Veränderungen gelang es dann mit einer neuen Mannschaft in der Saison 1981/82 mit 44:16 Punkten die Meisterschaft einzufahren und in die Landesliga aufzusteigen. Dort wurde es jedoch nie leicht und die Mannschaft wechselte immer zwischen gesichertem Mittelfeld und Abstiegskampf. Nach einem Trainerwechsel musste der Verein jedoch nach der Saison 1987/88 dann schließlich wieder in die Bezirksliga absteigen. Nach einem kurzzeitigen Abrutscher in die Kreisliga A, berappelte sich die Mannschaft schnell wieder und es gelang bis zur Saison 1992/93 einen Durchmarsch bis in die Landesliga hinzulegen. Einige Zeit später sollte dann jedoch wieder Abstieg anstehen, nach welchem die Mannschaft sogar teilweise in der Kreisliga B spielen musste.

### Rückkehr in die Bezirksliga
Nach der Saison 2003/04 gelang dann mit 65 Punkten die Meisterschaft in der Kreisliga A. Aus der Bezirksliga hätte die Mannschaft mit 30 Punkten über den 14. Platz jedoch sofort wieder absteigen müssen, jedoch durfte die Mannschaft dann auch noch in der nächsten Saison in derselben Liga spielen. Dort konnte dann mit 49 Punkten über den sechsten Platz auch die Klasse locker gehalten werden. Nach der Spielzeit 2008/09 stand dann jedoch schließlich wirklich der Abstieg mit nur 12 Punkten über den 17. Platz wieder an. Zurück in der Kreisliga A hatte die Mannschaft mit dem Wiederaufstieg in der folgenden Saison dann jedoch eher wenig zu tun.
In den folgenden Jahren etablierte sich die Mannschaft dann im Mittelfeld der Kreisliga A. Es wurde jedoch von Saison zu Saison besser und so gelang dann schließlich nach der Spielzeit 2017/18 mit 74 Punkten wieder die Meisterschaft und damit nach fast zehn Jahren wieder die Rückkehr in die Bezirksliga. Dort spielt der Verein auch noch bis heute.

## Persönlichkeiten
- Manfred Paul (Trainer)